# Juazeirinho
Juazeirinho is een gemeente in de Braziliaanse deelstaat Paraíba. De gemeente telt 16.476 inwoners (schatting 2009).
De gemeente grenst aan Soledade, Tenório, Seridó (Paraíba), Assunção, Santo André, Gurjão, Pedra Lavrada en Taperoá.